# Ga Paju
Ga Paju là ga đường sắt trên Tuyến Gyeongui.

## Bố trí ga
| ↑ Munsan        |
| ４３ \| ２１ \| |
| Wollong ↓       |

| 1·2 | ● Tuyến Gyeongui–Jungang | → Hướng đi Ilsan · Seoul · Yongsan · Deokso · Jipyeong → |
| 3·4 | ● Tuyến Gyeongui–Jungang | ← Hướng đi Munsan                                        |